# Bucealî, Horodok
Bucealî (în ucraineană Бучали) este localitatea de reședință a comunei Bucealî din raionul Horodok, regiunea Liov, Ucraina.

## Demografie
Componența lingvistică a localității Bucealî
     Ucraineană (99,78%)
Conform recensământului din 2001, majoritatea populației localității Bucealî era vorbitoare de ucraineană (99,78%), existând în minoritate și vorbitori de alte limbi.